# Pessebre popular

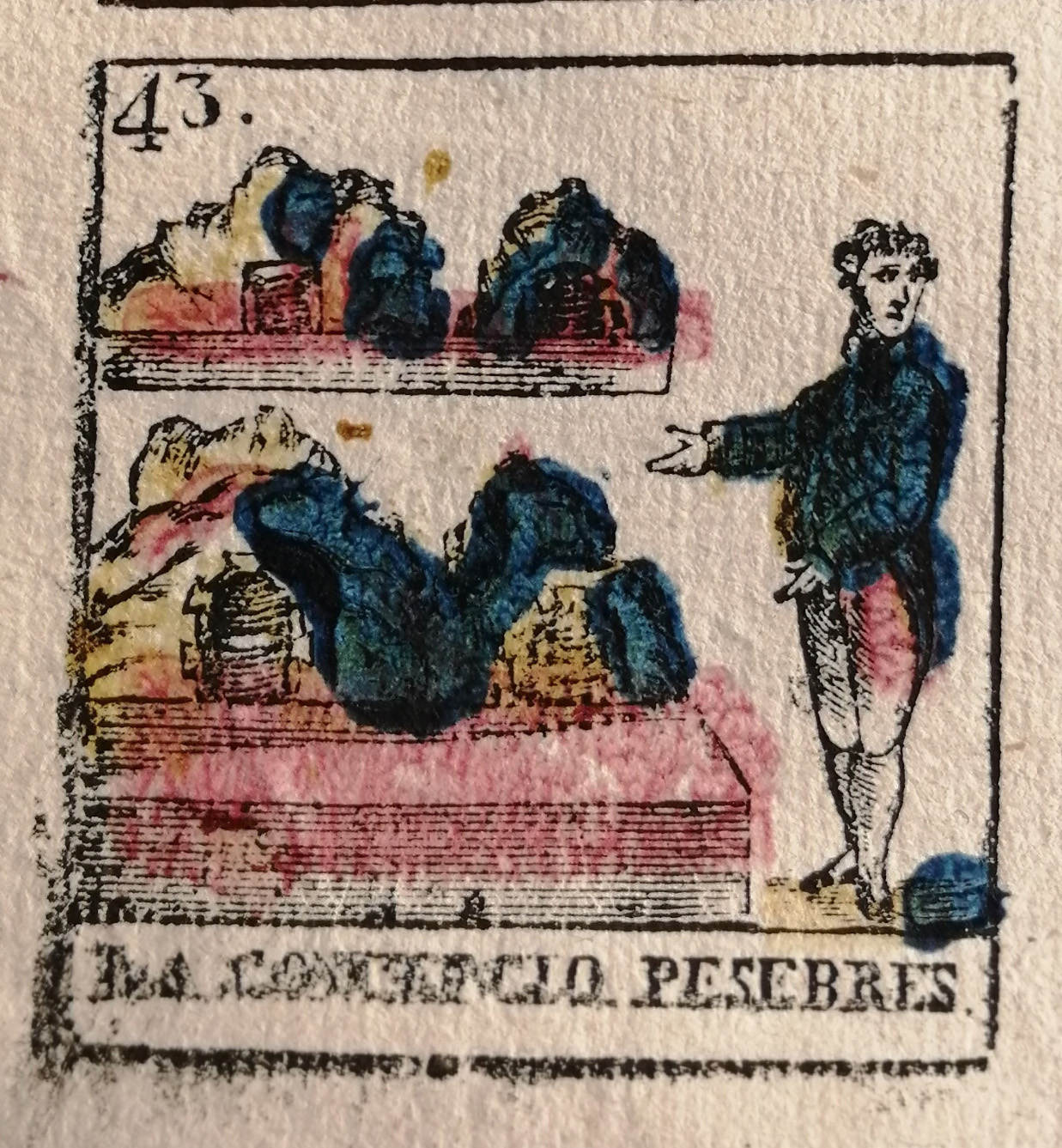
Rodolí de l'auca de Les Funcions de Barcelona (vers 1820) corresponent a la Fira de la Concepció

El pessebre popular és la representació del naixement de Jesús en un espai panoràmic amb figures mòbils dintre de l'àmbit d'una llar. Aquesta tipologia de pessebre la distingim del de saló o aristocràtic per la utilització de figures més popular
A partir del segle xvii es generalitzaren els pessebres eclesiàstics i els de saló aristocràtics a Europa i a partir d'aquests models el segle xviii s'inicià, per imitació, el costum de realitzar també el pessebre a les llars més modestes.
El costum fa que es comenci a muntar entre la festivitat de la Concepció (8 de desembre) i Santa Llúcia (13 de desembre) i es plegui la Candelera (2 de febrer), posant la figura del nen Jesús la nit de Nadal, tot tornat de la Missa del Gall.

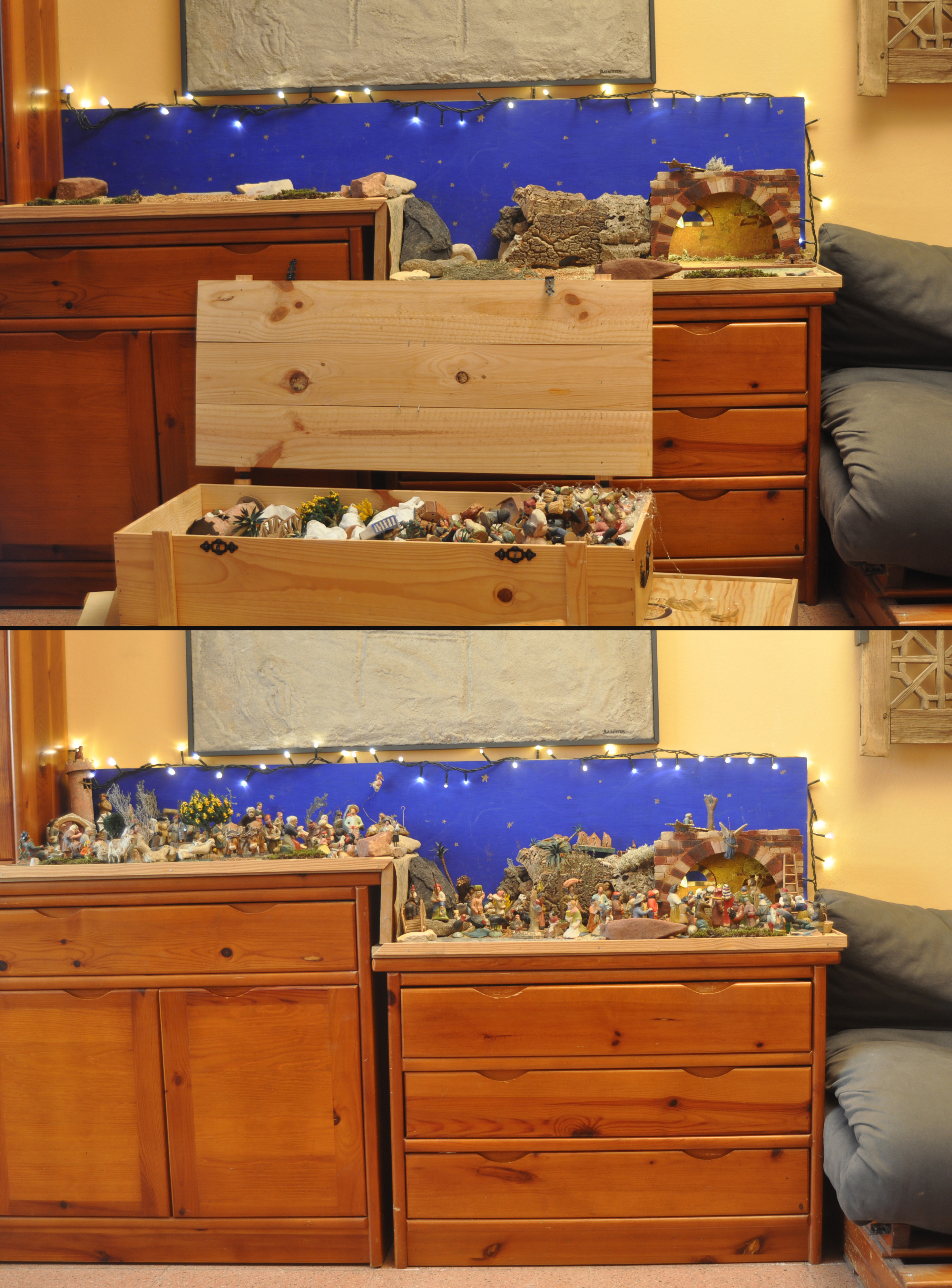
Muntatge del pessebre popular de la família Domènech-Ballester

Les figures i el paisatge representen el món rural. L'escenografia està composta d'elements naturals com la molsa, el suro, sorra, paper de plata -per fer els rius-, pedres, paper pintat pel celatge o la terra i tot aquell material que hom cregui propici per recrear el paisatge rural. Aquests elements i les figures es compraven a la Fira de la Concepció o posteriorment a les Fires de Santa Llúcia.